# Orchestina
Orchestina là một chi nhện trong họ Oonopidae.

## Các loài
- Orchestina acaciae Henrard & Jocqué, 2012 — Tanzania
- Orchestina aerumnae Brignoli, 1978 — Bhutan
- Orchestina algerica Dalmas, 1916 — Algeria
- Orchestina ampulla Henrard & Jocqué, 2012 — Tanzania
- Orchestina arabica Dalmas, 1916 — Yemen
- Orchestina aureola Tong & Li, 2011 — Hainan Island (China)[2]
- Orchestina bedu Saaristo & van Harten, 2002 — Socotra
- Orchestina cincta Simon, 1893 — South Africa
- Orchestina clavigera Henrard & Jocqué, 2012 — Kenya
- Orchestina clavulata Tong & Li, 2011 — Hainan Island (China)[2]
- Orchestina codalmasi Wunderlich, 2011 — Malaysia
- Orchestina communis Henrard & Jocqué, 2012 — Ghana to Kenya
- Orchestina cornuta Henrard & Jocqué, 2012 — Cameroon
- Orchestina crypta Henrard & Jocqué, 2012 — Congo
- Orchestina dalmasi Denis, 1956 — Morocco
- Orchestina debakkeri Henrard & Jocqué, 2012 — Ghana
- Orchestina dentifera Simon, 1893 — Sri Lanka
- Orchestina dubia O. P.-Cambridge, 1911 — Britain (introduced)
- Orchestina ebriola Brignoli, 1972 — Greece
- Orchestina elegans Simon, 1893 — Philippines
- Orchestina fannesi Henrard & Jocqué, 2012 — Namibia, South Africa
- Orchestina flagella Saaristo & van Harten, 2006 — Yemen
- Orchestina flava Ono, 2005 — Japan
- Orchestina foa Saaristo & van Harten, 2002 — Socotra
- Orchestina fractipes Henrard & Jocqué, 2012 — West, Central Africa
- Orchestina furcillata Wunderlich, 2008 — Azores
- Orchestina gibbotibialis Henrard & Jocqué, 2012 — Kenya
- Orchestina gigabulbus Henrard & Jocqué, 2012 — Ghana
- Orchestina hammamali Saaristo & van Harten, 2006 — Yemen
- Orchestina intricata Henrard & Jocqué, 2012 — Somalia, Tanzania
- Orchestina justini Saaristo, 2001 — Seychelles
- Orchestina kasuku Henrard & Jocqué, 2012 — Congo
- Orchestina lahj Saaristo & van Harten, 2006 — Yemen
- Orchestina lanceolata Henrard & Jocqué, 2012 — Cameroon
- Orchestina launcestoniensis Hickman, 1932 — Tasmania
- Orchestina longipes Dalmas, 1922 — Italy
- Orchestina macrofoliata Henrard & Jocqué, 2012 — Congo
- Orchestina manicata Simon, 1893 — Yemen, Sri Lanka, Vietnam
- Orchestina maureen Saaristo, 2001 — Seychelles
- Orchestina microfoliata Henrard & Jocqué, 2012 — Congo, Uganda
- Orchestina minutissima Denis, 1937 — Algeria
- Orchestina mirabilis Saaristo & van Harten, 2006 — Yemen
- Orchestina moaba Chamberlin & Ivie, 1935 — USA
- Orchestina nadleri Chickering, 1969 — USA
- Orchestina obscura Chamberlin & Ivie, 1942 — USA
- Orchestina okitsui Oi, 1958 — Japan
- Orchestina paupercula Dalmas, 1916 — Gabon
- Orchestina pavesii (Simon, 1873) — Spain to Slovakia, Bulgaria, Algeria, Canary Islands, Egypt, Yemen
- Orchestina pavesiiformis Saaristo, 2007 — Israel
- Orchestina pilifera Dalmas, 1916 — Sri Lanka
- Orchestina probosciformis Henrard & Jocqué, 2012 — Congo, Uganda
- Orchestina saaristoi Henrard & Jocqué, 2012 — Nigeria, Congo, Yemen
- Orchestina saltabunda Simon, 1893 — Venezuela
- Orchestina saltitans Banks, 1894 — USA
- Orchestina sanguinea Oi, 1955 — Japan
- Orchestina sechellorum Benoit, 1979 — Seychelles
- Orchestina sedotmikha Saaristo, 2007 — Israel
- Orchestina setosa Dalmas, 1916 — France, Italy
- Orchestina simoni Dalmas, 1916 — France, Italy, Greece
- Orchestina sinensis Xu, 1987 — China
- Orchestina storozhenkoi (Saaristo & Marusik, 2004) — Russia
- Orchestina striata Simon, 1909 — Vietnam
- Orchestina thoracica Xu, 1987 — China
- Orchestina topcui Danisman & Cosar, 2012 — Turkey
- Orchestina trunculata Tong & Li, 2011 — Hainan Island (China)[2]
- Orchestina tubifera Simon, 1893 — Sri Lanka
- Orchestina tubulata Tong & Li, 2011 — Hainan Island (China)[2]
- Orchestina utahana Chamberlin & Ivie, 1935 — USA
- Orchestina vainuia Marples, 1955 — Samoa
- Orchestina yinggezui Tong & Li, 2011 — Hainan Island (China)[2]
- Orchestina zhengi Tong & Li, 2011 — Hainan Island (China)[2]